# Reinhold Boschki

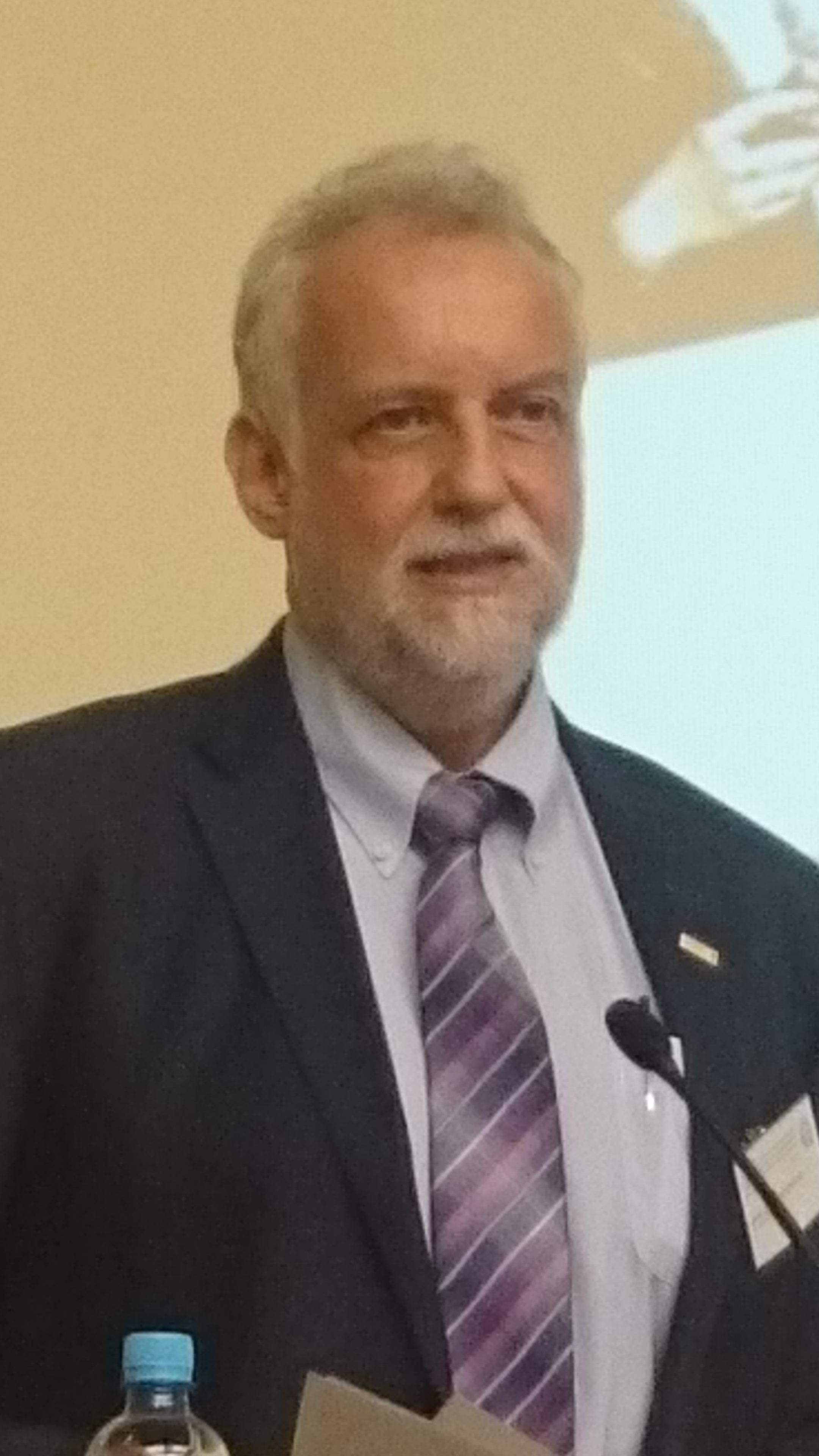
Reinhold Boschki (2016)

Reinhold Boschki (der Nachname ist ein Akronym aus Boschert-Kimmig; * 1961) ist ein katholischer deutscher praktischer Theologe. Boschki ist seit 2015, als Nachfolger von Albert Biesinger, ordentlicher Professor und Leiter der Abteilung Religionspädagogik, Kerygmatik und kirchl. Erwachsenenbildung an der Katholisch-Theologischen Fakultät der Universität Tübingen.

## Wissenschaftlicher Werdegang
Reinhold Boschki studierte katholische Theologie und Erziehungswissenschaften jeweils als Diplomstudiengänge an den Universitäten Tübingen, Münster und Boston (USA). Er promovierte in Fundamentaltheologie bei Johann Baptist Metz in Münster über „Theologie und Anthropologie im Werk von Elie Wiesel“. In den Jahren 1994 bis 1998 arbeitete er als pastoraler Mitarbeiter und Religionslehrer und erhielt einen Lehrauftrag für Religionspädagogik an der Pädagogischen Hochschule Ludwigsburg. Von 1998 bis 2004 war er an der Universität Tübingen beschäftigt. Er habilitierte dort 2003 in Religionspädagogik zum Thema „Beziehung als Leitbegriff der Religionspädagogik. Grundlegung einer dialogisch-kreativen Religionsdidaktik“ bei Albert Biesinger. 2004 wurde er Lehrstuhlvertreter für Religionspädagogik an der Universität Bonn und war an der dortigen Katholisch-Theologischen Fakultät von 2006 bis 2015 Professor für Religionspädagogik, religiöse Erwachsenenbildung und Homiletik.

## Theologische Lehre
Reinhold Boschki betreibt die Religionspädagogik als Grenzwissenschaft von Theologie und Sozialwissenschaften und betont die Begriffe „Subjekt“ und „Beziehung“. Des Weiteren beschäftigt er sich mit dem christlich-jüdischen Dialog und spricht von einer „Religionspädagogik nach Auschwitz“. Zentral sind dabei die Begriffe „Erinnerungslernen“ und „Erinnerungskultur“.

## Werke (Auswahl)
- Elie Wiesel – Ein Leben gegen das Vergessen, Ostfildern: Patmos, 2018
- Erinnerungskultur in der pluralen Gesellschaft, Paderborn: Schöningh, 2010
- Gott nennen und erkennen, Freiburg, Br.: Herder, 2010
- Religionspädagogische Grundoptionen, Freiburg, Br.: Herder, 2008
- Einführung in die Religionspädagogik, Darmstadt: WBG, 2008
- Der Mensch in seiner Klage, Innsbruck: Tyrolia-Verl., 2006
- Wahrheit ist biographisch, Ostfildern: Schwabenverlag, 2002
- Brücken zwischen Pädagogik und Theologie, Gütersloh Kaiser, Gütersloher Verlags-Haus, 2001
- Zur Umkehr fähig, Mainz: Matthias-Grünewald-Verlag, 1999